# Moon Knight (série télévisée)
Hawkeye Miss Marvel
Moon Knight est une mini-série créée par Jeremy Slater pour le service de streaming Disney+, basée sur le personnage des Comics Marvel du même nom. Elle se déroule dans l'Univers cinématographique Marvel (MCU), partageant la continuité avec les films de la franchise. La série est produite par Marvel Studios, avec Jeremy Slater comme scénariste en chef.
Oscar Isaac joue le rôle de Marc Spector / Moon Knight. La série a été annoncée en août 2019, et Slater a été embauché en novembre. En octobre 2020, le cinéaste égyptien Mohamed Diab a été embauché pour réaliser plusieurs épisodes de la série, le duo de réalisateurs Justin Benson et Aaron Moorhead rejoignant également la série en janvier 2021 lorsque Isaac a été confirmé pour jouer. Le tournage a débuté fin avril 2021 à Budapest.
La série est diffusée depuis le  30 mars 2022 et se compose de six épisodes. Elle fait partie de la phase IV du MCU.
Cette série marque l'ultime apparition à l'écran de l'acteur Gaspard Ulliel, décédé en janvier 2022 d'un accident de ski. Le troisième épisode, le seul dans lequel il apparaît, lui est dédié.

## Synopsis
En 2025, Steven Grant, employé discret d'une boutique de souvenirs dans un musée londonien, est en proie à des trous de mémoire et à des souvenirs d'une vie antérieure. Steven découvre qu'il souffre d'un trouble dissociatif de l'identité et partage son corps avec le mercenaire Marc Spector. Alors que les ennemis de Steven/Marc convergent vers eux, ils doivent naviguer dans leurs identités complexes tout en étant plongés dans un mystère mortel parmi les puissants dieux égyptiens.

## Distribution
Sauf indication contraire, les informations mentionnées dans cette section peuvent être confirmées par les bases de données cinématographiques IMDb et Allociné,  présentes dans la section « Liens externes ».

### Acteurs principaux
Note : Les acteurs ci-dessous sont crédités dans la distribution principale uniquement dans les épisodes où ils apparaissent.
- Oscar Isaac (VF et VQ : Benjamin Penamaria) : Marc Spector (Moon Knight) / Steven Grant (Mr Knight) /  Jake Lockley
- May Calamawy (VF : Ninon Moreau ; VQ : Dominique Laniel) : Layla El Faouly / Scarlet Scarab (en)
- F. Murray Abraham (voix)[1] et Karim El Hakim (capture de mouvements) (VF : Frédéric Souterelle ; VQ : Jean-François Blanchard) : Khonshu (5 épisodes)
- Ethan Hawke (VF : Jean-Pierre Michaël ; VQ : Jean-François Beaupré) : Arthur Harrow
- Ann Akinjirin : l'agent Bobbi Kennedy (5 épisodes)
- David Ganly (VF et VQ : Mario Bastelica) : l'agent Billy Fitzgerald (4 épisodes)
- Khalid Abdalla (VF et VQ : Xavier Fagnon) : Selim, l'avatar d'Osiris (3 épisodes)
- Gaspard Ulliel (VF et VQ : Valentin Merlet) : Anton Mogart (en) (1 épisode)
- Antonia Salib (VF : Zina Khakhoulia ; VQ : Sarah-Anne Parent) : Taouret (voix - 3 épisodes)
- Fernanda Andrade (en) (VF et VQ : Alice Taurand) : Wendy Spector (1 épisode)
- Rey Lucas : Elias Spector (1 épisode)
- Saba Mubarak (en) (voix) et Sofia Danu (capture de mouvements) (VF et VQ : Armelle Gallaud) : Ammit (1 épisode)

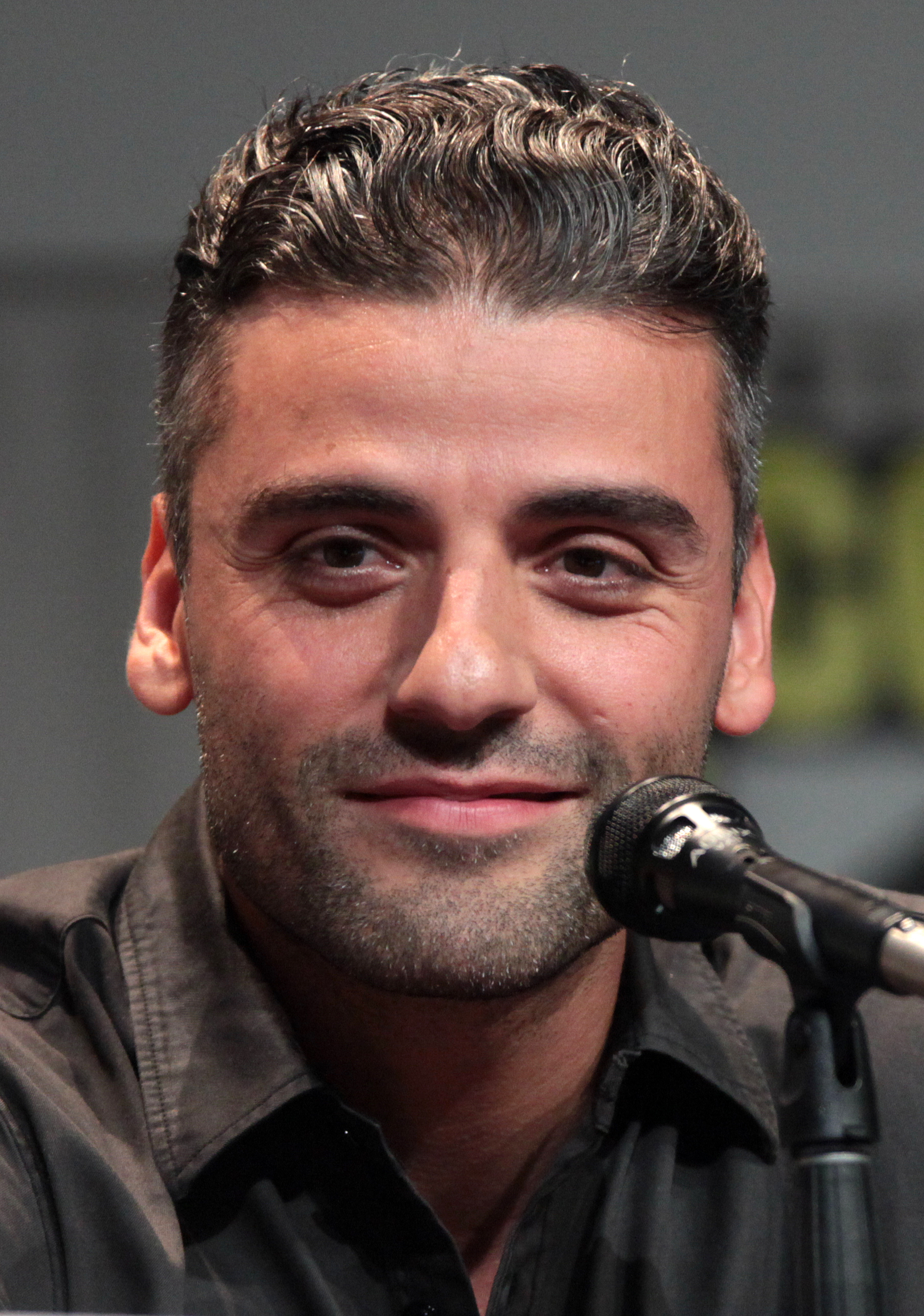
Oscar Isaac dans le rôle de Marc Spector / Moon Knight
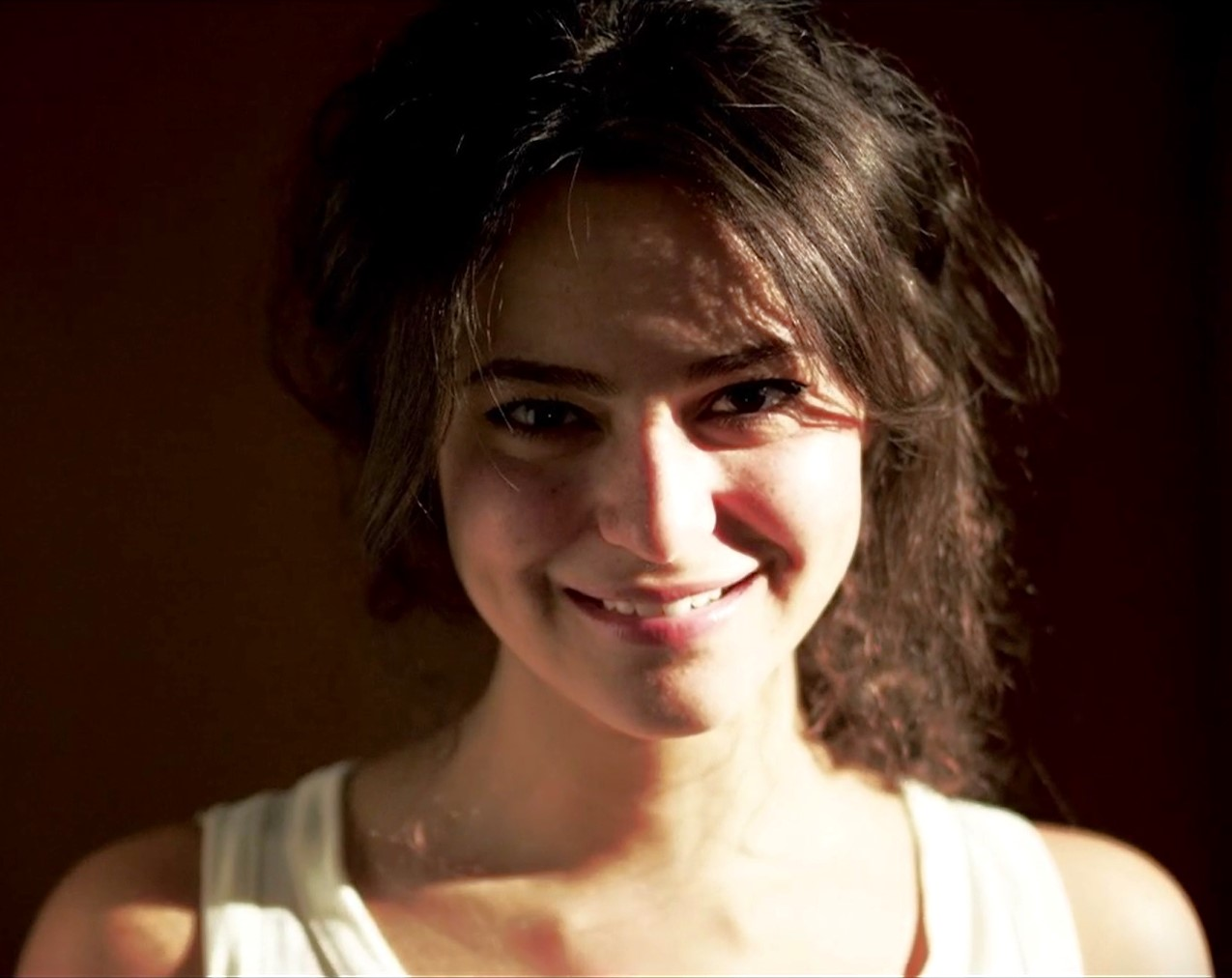
May Calamawy dans le rôle de Layla El Faouly / Scarlet Scarab
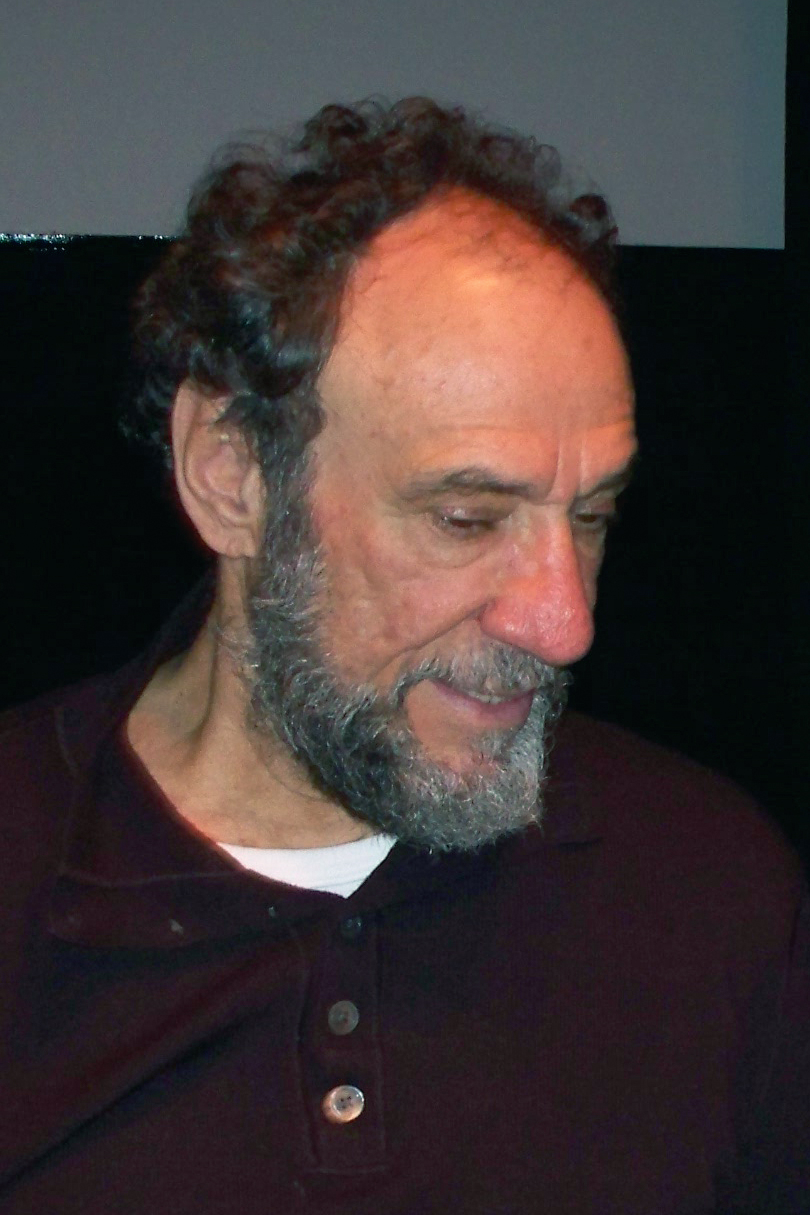
F. Murray Abraham prête sa voix pour le dieu égyptien Khonshu
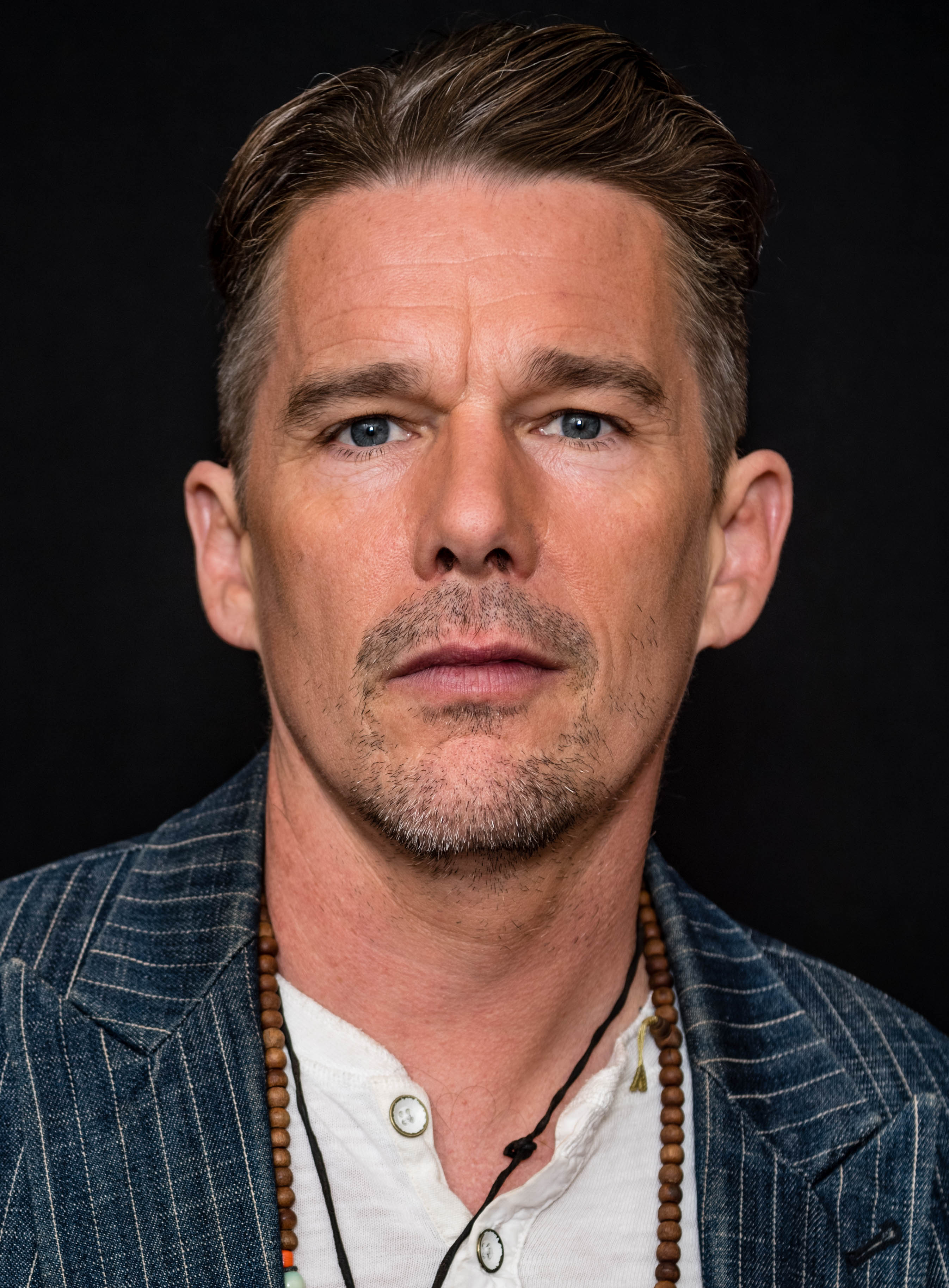
Ethan Hawke dans le rôle d'Arthur Harrow
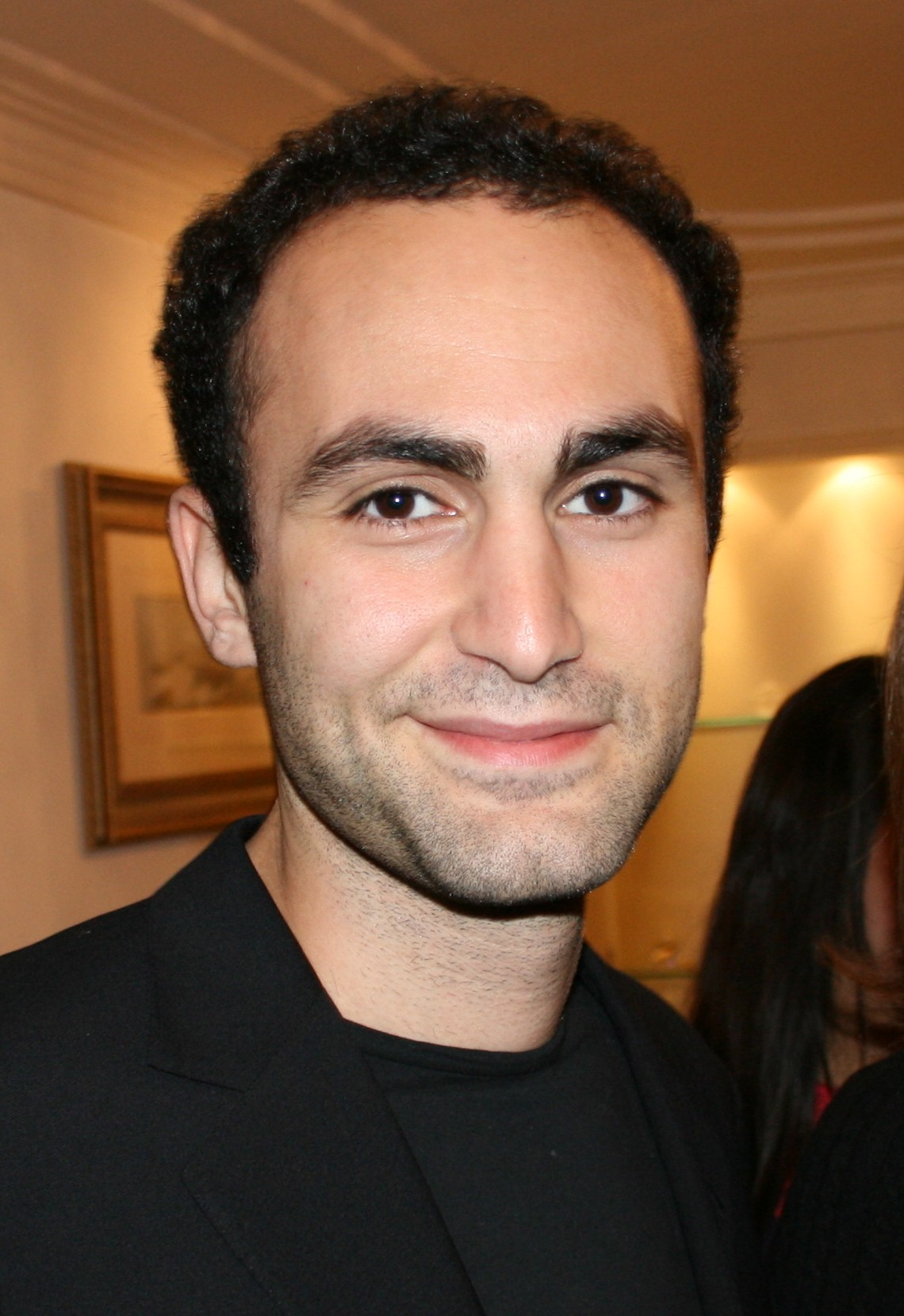
Khalid Abdalla dans le rôle de Selim
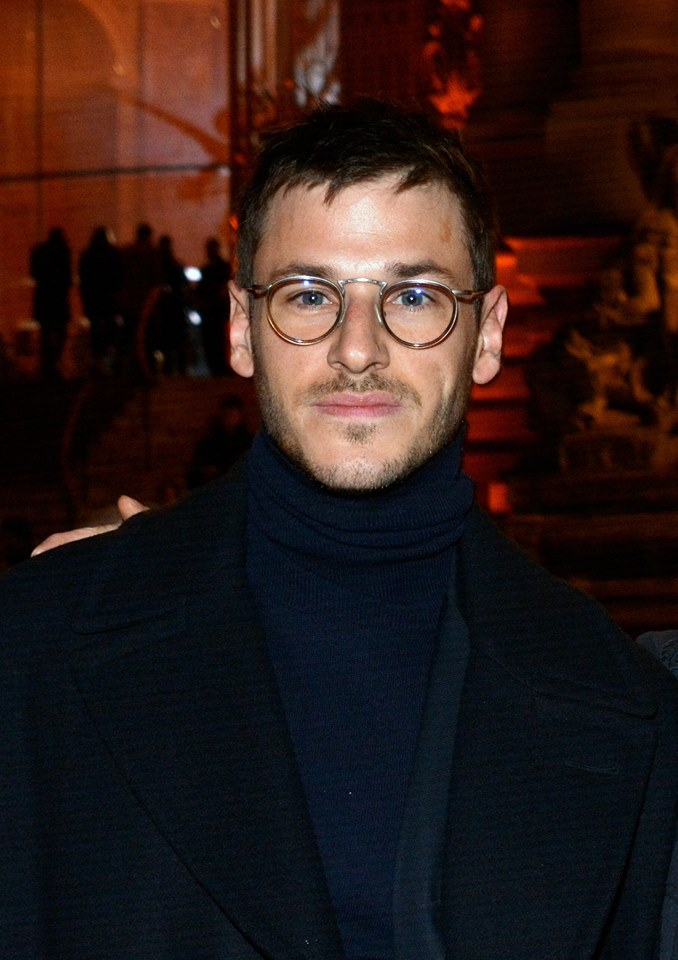
Gaspard Ulliel dans le rôle d'Anton Mogart

### Acteurs récurrents et invités
- Lucy Thackeray (VF et VQ : Vanina Pradier) : Donna
- Shaun Scott : Bertrand Crawley
- Alexander Cobb (VF et VQ : Erwan Tostain) : J.B.
- Loic Mabanza (en) (VF et VQ : lui-même) : Bek
- Díana Bermudez (VF et VQ : Audrey Sourdive) : Yatzil
- Declan Hannigan : l'avatar d'Horus
- Nagisa Morimoto : l'avatar d'Isis
- Ahmed Dash : le punk
- Saffron Hocking : Dylan
- Version française par le studio de doublage Dubbing Brothers, sous la direction de Gilles Morvan et une adaptation de Houria Belhadji
- Version québécoise par le studio de doublage Difuze, sous la direction de Sébastien Reding et une adaptation de Houria Belhadji

## Production

### Genèse et développement
En octobre 2006, Marvel Studios s'est associé à No Equal Entertainment pour produire une série télévisée en direct centrée sur Marc Spector / Moon Knight. En 2008, Marvel a embauché l'écrivain Jon Cooksey pour développer la série, mais cela ne s'est pas réalisé.
James Gunn, scénariste et réalisateur des films Les Gardiens de la Galaxie et Les Gardiens de la Galaxie Vol. 2, a déclaré en janvier 2017 qu'il avait présenté un film sur Moon Knight à Marvel, mais qu'il n'avait pas eu le temps de travailler sur le projet.
Le président de Marvel Studios, Kevin Feige, a confirmé en avril 2018 qu'il s'était engagé à introduire Moon Knight dans l'Univers cinématographique Marvel (MCU), mais a demandé : « Est-ce que cela signifie dans 5, 10 ou 15 ans ? ».
En août 2019, Marvel Studios a annoncé lors de la conférence D23 qu'une série basée sur Moon Knight était en cours de développement pour le service de streaming Disney+.
En novembre 2020, Jeremy Slater a été embauché pour servir de rédacteur en chef. Mohamed Diab a été embauché pour diriger « une quantité importante » d'épisodes de la série en octobre 2020,, tandis que le duo de réalisateurs Justin Benson et Aaron Moorhead se sont joints en janvier 2021 pour diriger des épisodes supplémentaires.
La série comprendra six épisodes de 40 à 50 minutes.
En février 2021, Feige a déclaré que certaines de leurs séries, telles que She-Hulk et Moon Knight, étaient structurées de manière à pouvoir s'adapter aux saisons futures, contrairement à des séries comme WandaVision qui ont été développées pour déboucher sur des longs métrages.

### Écriture
Beau DeMayo, Danielle Iman, et Alex Meenehan servent de rédacteurs de la série.
Feige a comparé la série à la franchise Indiana Jones en explorant l'égyptologie, et a déclaré que la maladie mentale de Spector était un "aspect unique" de la série.

### Attribution des rôles
En octobre 2020, Oscar Isaac a entamé des négociations pour le rôle principal de Marc Spector / Moon Knight et aurait été choisi en janvier 2021,. Marvel Studios a officiellement confirmé le casting en mai.
Richard Newby de The Hollywood Reporter a estimé que les récents rôles d'acteur majeurs d'Isaac pourraient attirer un public peu familier avec le personnage de la série, et que son origine latino-américaine pourrait permettre un examen de la foi sous différents angles, plutôt que d'avoir le personnage dépeint comme un Juif de race blanche comme dans les bandes dessinées.
En janvier 2021, May Calamawy a obtenu un « rôle clé » non divulgué pour la série et Ethan Hawke a obtenu le rôle du méchant principal de la série.
Ethan Hawke a déclaré qu'il avait rejoint la série en se basant sur l'endroit où il se sentait dans sa carrière d'acteur et en raison de l'implication d'Oscar Isaac et de Mohamed Diab. Il appréciait la liberté de création qui accompagnait la série racontant une histoire moins connue.
L'acteur français Gaspard Ulliel a été choisi pour incarner Anton Mogart, un rôle récurrent au sein de la série. Cependant, l'acteur décède des suites d'un accident de ski le 19 janvier 2022, peu avant la sortie de la série.

### Tournage
Le tournage a commencé fin avril 2021 au Musée des Beaux-Arts de Budapest, en Hongrie,
avec Mohamed Diab, Justin Benson et Aaron Moorhead en tant que réalisateurs de la série,, et Gregory Middleton en tant que directeur artistique.
La série est filmée sous le titre de travail Good Faith,.
Le tournage a eu lieu à Szentendre, en Hongrie, au début du mois de mai.
Le tournage devait auparavant commencer à la mi-2020, puis le 16 novembre 2020, pour durer 26 semaines, mais a été reporté en raison de la pandémie de Covid-19, à mars 2021,.

### Fiche technique
Sauf indication contraire, les informations mentionnées dans cette section peuvent être confirmées par la base de données cinématographiques IMDb,  présente dans la section « Liens externes ».
- Titre original et français : Moon Knight
- Création : Jeremy Slater, d'après les personnages créés par le scénariste Doug Moench et le dessinateur Don Perlin
- Réalisation : Mohamed Diab, Justin Benson et Aaron Moorhead
- Scénario : Beau DeMayo, Danielle Iman et Alex Meenehan
- Direction artistique : Gregory Middleton
- Costumes : Meghan Kasperlik
- Musique : Hesham Nazih
- Casting : Sarah Finn et Krista Husar
- Production déléguées :
- Société de production : Marvel Studios
- Société de distribution : Disney Media Distribution
- Budget :
- Diffuseur : Disney+
- Pays d'origine :  États-Unis
- Langue d'origine : anglais
- Format : couleur
- Genres : super-héros
- Durée : 40–50 minutes
- Date de diffusion : 30 mars 2022 au 4 mai 2022

## Épisodes

### Épisode 1:Le Mystère du poisson rouge
- Mondial : 30 mars 2022 sur Disney+

Steven Grant est employé dans la National Gallery londonienne qui possède un département spécialisé dans l'Égypte antique à laquelle il porte un grand intérêt. Dans son appartement, il s'attache la nuit, car lorsqu'il s'endort, il sort dans son sommeil. Un jour, il se réveille près d'un petit village alpin, poursuivi par des hommes qui lui tirent dessus, et assiste à une réunion du culte de la déesse Âmmit dirigé par un personnage du nom d'Arthur Harrow, qui exige que Grant lui rende le scarabée doré en sa possession, ce qu'il ignore totalement. Il s'échappe et, presque tué, est sauvé sans le savoir par une voix mystérieuse dans sa tête lui demandant notamment de ne jamais rendre le scarabée.

### Épisode 2:Invoque le costume
- Mondial : 6 avril 2022 sur Disney+

Le lendemain matin, Grant se réveille en panique et se rend au musée où il est blâmé pour les dégâts causés dans les toilettes la nuit précédente, en raison de sa seule présence dans les images de sécurité (le monstre chacal qui l'a attaqué n'apparaît pas sur ces images) ; en conséquence, il est renvoyé du musée. En utilisant le porté-clé qu'il a découvert chez lui, Grant trouve une entreprise de stockage et accéder à un local contenant des armes, de grosses liasses de billets de banque, le scarabée doré et le passeport de Marc Spector dont la photo est la sienne. Le reflet de Grant révèle qu'il est Marc Spector, une autre identité vivant dans le corps de Grant. Spector est un mercenaire américain et l'actuel avatar du dieu égyptien de la lune Khonshu. Il essaie de convaincre Grant de le laisser reprendre le contrôle de son corps mais Grant refuse et s'enfuit. Grant tombe sur Layla, la femme de Spector qui n'était pas au courant de son existence (à laquelle elle ne croit d'ailleurs pas) et continue de l'appeler Marc.

### Épisode 3:En toute amitié
- Mondial : 13 avril 2022 sur Disney+

Arthur Harrow et les adorateurs du culte de la déesse Ammit découvrent l'emplacement de sa tombe grâce au scarabée doré. Au Caire, les personnalités de Marc Spector et de Steven Grant qui habitent le même corps subissent plusieurs alternations inhabituelles, tout en se lançant à la recherche de l'emplacement où se trouve Harrow.
Après avoir échoué à obtenir les informations dont ils avaient besoin, Khonshu décide de prendre un risque et provoque une éclipse solaire pour convoquer un conseil des autres Dieux égyptiens et de leurs avatars, qui convoquent Spector dans une chambre à l'intérieur de la Grande Pyramide de Gizeh. Khonshu et Spector convainquent les dieux de juger Harrow en les informant de son plan pour libérer Ammit, mais ce dernier nie leurs affirmations lorsqu'il est convoqué et persuade les dieux que Khonshu ment, en affirmant qu'il a maltraité Spector. Les dieux autorisent Harrow à partir et avertissent Khonshu qu'ils l'emprisonneront dans la pierre s'il abuse à nouveau de ses pouvoirs. Spector retrouve alors son épouse Layla venue au Caire. Elle lui propose de l'aider et l'emmène rencontrer Anton Mogart, un vieil ami à elle qui possède le sarcophage de Senfu qui peut les aider à localiser la tombe d'Ammit.

### Épisode 4:Le Tombeau
- Mondial : 20 avril 2022 sur Disney+

L'avatar d'Osiris, Selim, place l'ouchebti de Khonshu dans un caveau avec plusieurs autres dieux emprisonnés. Dans le désert, Layla et Grant sont attaqués par plusieurs hommes travaillant pour Harrow, mais Layla parvient à les éliminer. Après avoir trouvé le camp désormais désert de Harrow sur le site de la tombe d'Ammit, ils entrent dans la tombe et se rendent compte qu'il s'agit d'un labyrinthe en forme d'Œil d'Horus.

### Épisode 5:L’Asile
- Mondial : 27 avril 2022 sur Disney+

Marc Spector commence à osciller entre deux réalités différentes : il se dispute avec le thérapeute « Dr Harrow » et interagit avec Steven Grant et la femme à tête d'hippopotame, que Grant identifie comme la déesse égyptienne Taouret. Elle explique que Spector et Grant sont morts et que « l'hôpital psychiatrique » où ils se trouvent, est en fait à l'intérieur d'un bateau naviguant à travers le Douât, l'au-delà de l'Égypte antique. Taouret sort de leurs poitrines les cœurs de Spector et Grant et commence à les peser sur la balance de la justice pour déterminer s'ils seront autorisés à entrer dans le champ de roseaux (le paradis égyptien), mais constate que leurs cœurs sont « incomplets ».

### Épisode 6:Des dieux et des monstres
- Mondial : 4 mai 2022 sur Disney+

Layla est contactée par la déesse hippopotame Taouret et la déesse lui dit de trouver l'oushebti de Konshu et de le libérer afin qu'il puisse redonner vie à Spector. Harrow, après s'être dirigé au Caire, utilise le pouvoir d'Âmmit pour massacrer les avatars des autres dieux égyptiens avant de libérer Ammit ; elle le choisit comme son nouvel avatar bien qu'il n'ait pas une balance équilibrée, tandis que Layla retrouve l'oushebti de Khonshu et le libère. Layla refuse de devenir le nouvel avatar de Khonshu, Konshu affronte alors Âmmit seul mais est maîtrisé rapidement. Spector ne se résout pas à rester seul dans le champ de roseaux pourtant paisible et choisit de retourner dans le Douât et de sauver Grant. Avec l'aide de Taouret, ils s'échappent par les portes d'Osiris et se réveillent dans leur corps. Khonshu sent leur retour et se lie à nouveau avec eux, guérissant leur corps et restaurant leurs pouvoirs. Layla découvre qu'Ammit peut être vaincue si les avatars de plusieurs dieux la lient à un corps mortel, elle se lie alors temporairement avec Taouret, pour devenir son avatar, ce qui lui confère des pouvoir spéciaux, notamment des ailes métalliques. Harrow, Ammit et leurs partisans commencent à juger tout le monde au Caire, la déesse à la gueule de crocodile absorbe les âmes et grandit au fur et à mesure, atteignant une taille gigantesque, jusqu'à ce que Spector, Grant, Layla et Khonshu arrivent pour s'engager dans la bataille.
Harrow domine Spector et Grant, et les tue presque jusqu'à ce qu'ils s'évanouissent tous les deux et se réveillent pour découvrir qu'ils l'ont brutalement vaincu sans comprendre comment ni pourquoi. Spector et Layla sont capables de sceller Ammit dans le corps de Harrow, l'emprisonnant à nouveau. Khonshu exhorte Spector à exécuter Harrow et Ammit, mais Spector refuse et ordonne à Khonshu de le libérer de son service, ainsi que Grant. Spector et Grant se retrouvent à nouveau dans « l'asile » imaginaire, mais le rejettent et choisissent de continuer leur nouvelle vie ensemble.
Scène inter-générique

## Futur
En novembre 2019, Kevin Feige a déclaré qu'après avoir présenté Moon Knight dans la série, le personnage passera aux films MCU.